# 14925 Naoko
14925 Naoko eller 1994 VU2 är en asteroid i huvudbältet som upptäcktes den 4 november 1994 av de båda japanska astronomerna Kazuro Watanabe och Kin Endate vid Kitami-observatoriet. Den är uppkallad efter den japanske astronauten Naoko Yamazaki.
Asteroiden har en diameter på ungefär 3 kilometer.